# Hélène Collon
Pour les articles homonymes, voir Collon.
Hélène Collon, née le 24 février 1961, est une traductrice littéraire française, diplômée de Langue et Littérature des pays anglophones (Paris III et IV). 
Hélène Collon a d'abord traduit de nombreux auteurs de science-fiction et de fantastique moderne, dont Brian Aldiss, Iain M. Banks, Gregory Benford, Ray Bradbury, Jonathan Carroll, Guillermo del Toro (La Lignée, adaptée en série télévisée sous le titre The Strain), Harlan Ellison, Philip K. Dick, Ursula K. Le Guin, Jack Finney (Le Voyage de Simon Morley, grand prix de l'Imaginaire du meilleur roman étranger, 1994), Michael Marshall Smith, Richard Matheson, Christopher Priest, Robert Silverberg, Norman Spinrad, Mike Brooks… 

## Récompenses et distinctions
Hélène Collon est lauréate en 1994 du Grand Prix de l'Imaginaire de la meilleure traduction pour L'Homme des jeux de Iain M. Banks et du prix spécial pour Regards sur Philip K. Dick - Le Kalédickoscope. Elle en partage le prix spécial en 2017 avec la collection Nouveaux Millénaires pour L'Exégèse de Philip K. Dick (éditions J'ai lu “ Nouveaux Millénaires”).

## Travaux concernant Philip K. Dick
- En 1992, elle dirige un ouvrage collectif intitulé Regards sur Philip K. Dick - Le Kalédickoscope (éditions Encrage, Grand Prix de l'Imaginaire du meilleur essai, réédition chez Encrages/Belles Lettres).

- Entre 1994 et 2000 elle coordonne la retraduction/harmonisation de l'intégrale des nouvelles de Philip K. Dick (Denoël puis Gallimard “Folio”) avec Jacques Chambon, puis traduit la biographie de Philip K. Dick par Lawrence Sutin (en), Invasions divines, et, toujours de Philip K. Dick, Dernière conversation avant les étoiles aux éditions de l'Éclat.

En 2013, elle signe la traduction du dernier roman (non SF) de Philip K. Dick encore inédit en français, Ô Nation sans pudeur, aux éditions J'ai lu pour la collection Nouveaux Millénaires.  
Elle a également traduit L'Exégèse de Philip K. Dick, dont le premier volume,est paru en 2016 et le second en 2017, également pour la collection Nouveaux Millénaires. Toujours dans cette même collection, elle retraduit intégralement le roman Ubik, qui paraît en 2022. 

## Traductions

### Littérature générale
Liste non exhaustive
- Mitch Cullin (Tideland, adapté au cinéma par Terry Gilliam)
- Les Abeilles de monsieur Holmes (adapté au cinéma par Bill Condon sous le titre Mr. Holmes)
- Ray Bradbury : La baleine de Dublin, Gallimard; Train de nuit pour Babylone, Denoël; Gallimard; … Mais à part ça tout va très bien, Denoël, 1997; Gallimard; rééd. — Meurtres en douceur et autres nouvelles, Gallimard; Les garçons de l’été, Flammarion.
- Ursula K. Le Guin, Danser au bord du monde - Mots, femmes, territoires, Éditions de l'Éclat

### Littérature pour la jeunesse
Liste non exhaustive.
- Clive Barker (Abarat Vol. I & II)
- Neil Gaiman (Coraline, adapté au cinéma par Henry Selick)
- Jonathan Stroud (Trilogie de Bartiméus et Les Héros de la vallée)
- Meg Rosoff (Maintenant c'est ma vie, Albin Michel, adapté au cinéma par Kevin Mac Donald)
- Jeanette Winterson (L'horloge du temps, Albin Michel)

### Thrillers et policiers
Liste non exhaustive
- John Sandford (Le code du diable, Buchet-Chastel)
- David Koepp (Aurora, J'ai Lu, 2023)
- John Maxim (Huit heures à Moscou, Denoël)
- Ridley Pearson (Descente en flammes, Denoël)
- Jonathan Santlofer (Scènes de crime, Denoël)
- Iain Banks (L'homme de glace, Denoël)

### Essais et documents
Liste non exhaustive.
- Judith Thurman (en) (Secrets de la chair - Une vie de Colette, Calmann-Lévy)
- William Dalrymple (Dans l'ombre de Byzance - Sur les traces des chrétiens d'Orient)
- Jeremy Campbell (La sieste de Winston Churchill, Robert Laffont)
- Soraya Chemaly (Le pouvoir de la colère des femmes, Albin Michel)
- Charles Fernyhough (Le dialogue intérieur; Albin Michel)
- Dr Jen Gunter (La bible du vagin; Ménopause Manifesto, Éditions First, 2020 et 2022)
- Brian Fagan & Nadia Durrani, Une histoire horizontale de l'humanité (Albin Michel)